# Depot I von Vraný
Das Depot I von Vraný (auch Hortfund I von Vraný) ist ein Depotfund der frühbronzezeitlichen Aunjetitzer Kultur aus Vraný im Středočeský kraj, Tschechien. Es datiert in die Zeit zwischen 2000 und 1800 v. Chr. Das Depot befindet sich heute im Museum von Slaný.

## Fundgeschichte
Das Depot wurde 1953 östlich von Vraný bei einer archäologischen Grabung auf einer bronzezeitlichen befestigten Höhensiedlung entdeckt. Das Depot lag in einer kleinen Grube. Die Siedlung liegt auf einem kleinen Geländesporn nördlich des Vranský potok. Aus Vraný stammen noch ein weiteres Depot und mehrere Einzelfunde von Bronzegegenständen der Aunjetitzer Kultur.

## Zusammensetzung
Das Depot besteht aus insgesamt 15 bronzenen Drahtringen, die mehrere Gehänge bilden. Das erste besteht aus einem Ring aus doppeltem Draht mit Drahtmanschette, an dem drei kleinere Ringe hängen. Das zweite besteht aus einem kleinen Ring aus einfachem Draht, an dem drei ähnliche, kleinere Ringe hängen. Das dritte besteht aus einem kleinen Ring aus einfachem Draht, an dem zwei ähnliche, kleinere Ringe hängen. Ein viertes Gehänge besteht aus zwei verbundenen kleinen Ringen aus einfachem Draht. Hinzu kommen zwei einzelne Ringe aus doppeltem Draht, von denen einer bereits in vorgeschichtlicher Zeit verformt wurde.